# Cyathea saccata
Cyathea saccata är en ormbunkeart som beskrevs av Christ. Cyathea saccata ingår i släktet Cyathea och familjen Cyatheaceae. Inga underarter finns listade.